# Markus Lersch

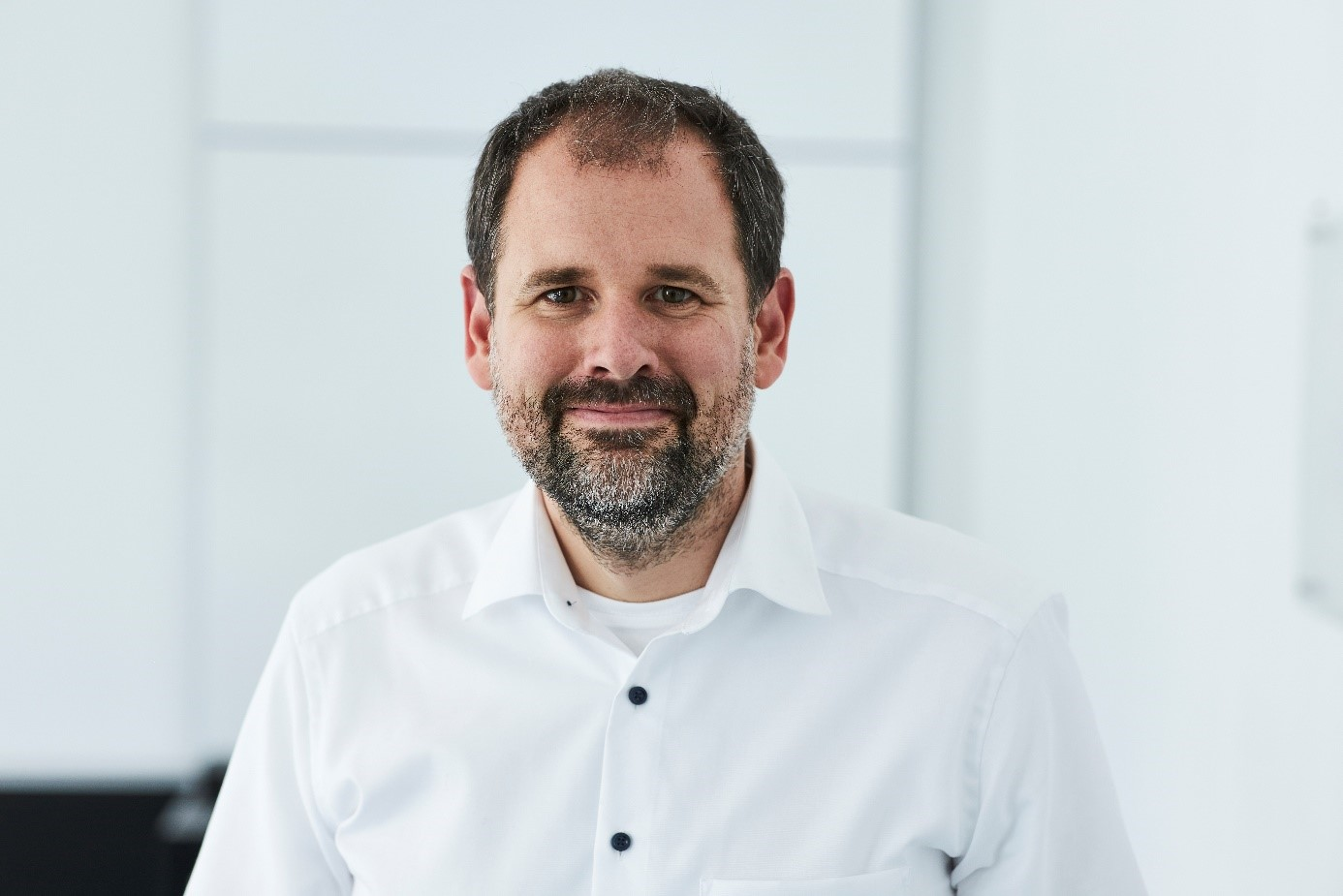
Markus Lersch

Markus Lersch (* 1980 in Köln) ist ein deutscher römisch-katholischer Theologe.

## Leben
Nach dem Abitur studierte er katholische Theologie an der Rheinischen Friedrich-Wilhelms-Universität Bonn und am Institut Catholique de Paris und erwarb 2004 das Diplom. Auf eine pastorale Tätigkeit im Erzbistum Köln folgte das Promotionsstudium im Fach Dogmatik bei Michael Schulz an der Rheinischen Friedrich-Wilhelms-Universität Bonn, wo er 2008 mit der Arbeit „Triplex Analogia – Versuch einer Grundlegung pluraler christlicher Religionspilosophie“ zum Dr. theol. promoviert wurde. Studium und Promotion wurden gefördert durch die Studienstiftung des Deutschen Volkes. 2018 habilitierte er sich an der Theologischen Fakultät Fulda und erhielt die venia legendi für die Fächer Dogmatik, Dogmengeschichte und Ökumenische Theologie.
Nach der Promotion war Markus Lersch von 2008 bis 2020 wissenschaftlicher Assistent, Akademischer Rat und Oberrat an der Theologischen Fakultät Fulda und am Katholisch-Theologischen Seminar Marburg, dessen Geschäftsführung er seit 2012 innehatte. Seit 2013 nimmt er regelmäßig Lehraufträge in französischer Sprache an der Abbaye de Champagne der Augustinerchorherren von St. Victor wahr. 2019 erfolgte der Ruf auf die Professur für Systematische Theologie im Katholisch-Theologischen Seminar der Universität Siegen, den er 2020 angenommen hat.
Markus Lersch ist verheiratet und Vater von vier Kindern.

## Schriften (Auswahl)
- Triplex Analogia – Versuch einer Grundlegung pluraler christlicher Religionsphilosophie (Scientia & Religio; 8), Freiburg/München 2009, ISBN 978-3-495-48371-8.
- Markus Lersch/Christoph G. Müller (Hrsg.): „Seid ihr bereit…?“ – Priester sein in unserer Zeit, Würzburg 2011 (Fuldaer Hochschulschriften; 52), ISBN 978-3-429-03427-6.
- „Concilia perfecta“? - Josef Leinwebers „Die Provinzialsynoden in Frankreich vom Konzil von Vienne bis zum Konzil von Trient (1312–1545)“. Hrsg. u. eingel. v. Markus Lersch (Fuldaer Studien; 16), Freiburg u. a. 2013, ISBN 978-3-451-30692-1.
- Markus Lersch/Rupert M. Scheule (Hrsg.): Tora und Evangelium. Grenzgänge zwischen Altem und Neuem Testament (FS Klaus Dorn; Fuldaer Hochschulschriften; 59), Würzburg 2017, ISBN 978-3-429-04348-3.
- Mathias Winkler/Markus Lersch/Hans-Ulrich Weidemann (Hrsg.): Wahrer Gott und wahrer Mann. Das Geschlecht Jesu in der Theologiegeschichte, Freiburg u. a. 2023, ISBN 978-3-451-39506-2.